# 観光診断
観光診断（かんこうしんだん）とは、ある地区地域の観光・観光業の状況や観光地を診断する業務。

## 概要
観光診断が対象とするのは、レクリエーションを含む観光である。観光診断の目的は、地域振興に果すべき観光の役割を明らかにし、地域観光の振興目標を明示することで、観光の効果とその効果を体現するための具体的な方法を提言することである。
『観光学辞典』（長谷政弘編著、同文舘、1997年）では、英訳をconsulting for tourist area development and/or management　としており、また観光地診断ともいわれ、観光地経営を専門的に始動できる能力を持つ第三者が、観光地の現状を調査・分析して総合的に評価するとともにその経営上の欠陥と長所を発見して改善を提示・勧告し、さらに実際に指導する一連のシステムである、としており、狭義には観光地の現状の調査・分析から改善の提示・勧告までをさし、広義には実際の指導までをも含める、としている。また、この用語が日本で最初に使用されたのを、1950年代中頃に現在の(公社)日本観光振興協会の前身である(社)全日本観光連盟だといわれている、としており、さらに現在でもこうした観光診断を本格的に行える者は少なく、職業人としての観光診断士の養成が待望される、としている。
『観光実務ハンドブック』（社団法人日本観光協会、丸善、平成20年）でも、観光の計画的な対応は利用者の急増に伴って、観光地における資源や施設のあるべき状態を専門的に計画するため診断してもらうべく、全日本観光連盟（当時）に依頼したことが嚆矢とされ、これが観光診断となったとしている。またこうしたことが活発に行われたのは国民の観光旅行が増加し始めた1965年前後からとしており、1970年に行われた日本万国博覧会の時期に日本国内では各種のシンクタンクや観光コンサルタントなどの観光診断に関する専門集団が次々と生まれ、より増加し多様化した観光需要に対し、論理的かつ体系的に計画にまで手がけられていった、としており、『昭和39年度運輸白書、Ⅳ 観光』にも、「観光開発を効果あらしめるには、観光立地の条件、観光投資の効果等について、あらかじめ調査することが必要であるが、社団法人日本観光協会は、各地方公共団体や地方観光協会の依頼に応じ観光地診断を行なつている。」と記載されている。
『観光・旅行用語辞典』（北川宗忠編書、ミネルヴァ書房、2008年）によると、観光地の現状を調査し、問題点の発見や解決のための提言を行うという一連の作業、としている。また、診断は様々な観点で行われるが、当時はその筋の専門家が少なかったため、当該観光地で観光業界と近い関係にあった商工会の紹介などによって、中小企業診断士が担当することが多かったとし、このため、商業的観点を重視したものが多く、空間的な課題発見や計画提言に至らないケースが散見された、としている。
篠原修『ピカソを超える者は―評伝　鈴木忠義と景観工学の歴史―』（技報堂出版、2008年）によると、観光計画では、それが実現しないにせよ、曲がりなりにもフィジカルに近い絵は描くが、診断はそのさらに前の段階であるとし、観光のプロでもさまざまなプロがいて、そのプロが観光地を訪れて医者よろしく診断を下すとしている。「あるプロは旅館のメシがまずいと言う。また別のプロは接客の態度がなっていないと言う。さらに別のプロは交通機関の乗り換え、接続が良くないと言う、人的なサービス、飲食から人為的な施設、自然の資源に至るまで、観光地としての魅力を高めるためのさまざまな診断が下される。これが観光診断である。」「それらの診断を集め、総合的に、ではどうしようかと考えるのが、観光計画である。だから観光診断には体系性は薄く、計画の基礎になるものから、即物的に応用できる接客マナーに至るものがごちや混ぜに入っている。その診断をどう料理するのかは地元にまかされている。ここで診断するプロに期待されているのは体系性ではなく、問題点を鋭く指摘する眼力であり、地元に方向性を示唆するアイデア、企画力である。都市計画に期待されているような実現に持っていく技術力や、ゴツゴツと積み上げる持続力やシステマティックな思考ではない。」としている。

## 報告例
浅間温泉の観光地診断 : 地域診断学序論（服部銈二郎、立正大学文学部論叢 64、1979年）、平成16年度マスターセンター補助事業「栃木県内主要観光地の活性化戦略に関する調査研究報告書」（平成17年1月、社団法人中小企業診断協会栃木県支部）、観光地の魅力測定法からみた地方都市の観光診断（浦達雄、観光研究論集 (6)、 2007）などで、実際の診断報告についてみることができる。